# Атлетика на Медитеранским играма 2013 — бацање кладива за жене
Бацање кладива у женској конкуренцији на Медитеранским играма 2013 одржано је у турском граду Мерсину 26. јуна, на Атлетском стадиону Невин Јанит.
Учествовале су 4 такмичарке из исто толико земаља.

## Земље учеснице
- Француска (1)
- Италија (1)
- Шпанија (1)
- Турска (1)

## Сатница
Време (UTC+3).
| Датум        | Време | Ниво   |
| ------------ | ----- | ------ |
| 26. јун 2013 | 17:30 | Финале |

## Победнице
|                             |                               |                       |
| Jessika Guehaseim Француска | Берта Кастелис Франко Шпанија | Силвија Салис Италија |

## Резултати

### Финале
| Пл. | Атлетичарка           | Држава    | #1    | #2    | #3    | #4    | #5    | #6    | Резултат | Бел. |
| --- | --------------------- | --------- | ----- | ----- | ----- | ----- | ----- | ----- | -------- | ---- |
|     | Jessika Guehaseim     | Француска | 66,69 | 67,14 | 64,91 | 66,31 | x     | 66,17 | 67,14    |      |
|     | Берта Кастелис Франко | Шпанија   | x     | 65,95 | 64,67 | 61,92 | 65,52 | 66,16 | 66,16    |      |
|     | Силвија Салис         | Италија   | 62,52 | x     | x     | x     | x     | x     | 62,52    |      |
| 4   | Ayşegül Alnıaçık      | Турска    | x     | x     | 60,18 | 61,25 | 62,23 | x     | 62,23    |      |